# Károly Vezér
Károly Vezér (Budapest, 5 de diciembre de 1969) es un deportista húngaro que compitió en vela en la clase Soling.
Ganó cinco medallas en el Campeonato Mundial de Soling entre los años 2005 y 2017, y nueve medallas en el Campeonato Europeo de Soling entre los años 1996 y 2017.

## Palmarés internacional
| \| Campeonato Mundial \| Campeonato Mundial \| Campeonato Mundial \| Campeonato Mundial \| \| Año \| Lugar \| Medalla \| Clase \| \| ------------------ \| ---------------------------- \| ------------------ \| ------------------ \| \| 2005 \| Castiglione (Italia) \| Medalla de bronce \| Soling \| \| 2011 \| Prien am Chiemsee (Alemania) \| Medalla de plata \| Soling \| \| 2013 \| Balatonfüred (Hungría) \| Medalla de oro \| Soling \| \| 2015 \| Castiglione (Italia) \| Medalla de oro \| Soling \| \| 2017 \| Muiden (Países Bajos) \| Medalla de oro \| Soling \| \| Campeonato Europeo \| \| \| \| \| Año \| Lugar \| Medalla \| Clase \| \| 1996 \| Balatón (Hungría) \| Medalla de bronce \| Soling \| \| 2002 \| Castiglione (Italia) \| Medalla de bronce \| Soling \| \| 2003 \| Torbole (Italia) \| Medalla de oro \| Soling \| \| 2005 \| Medemblik (Países Bajos) \| Medalla de plata \| Soling \| \| 2008 \| Balatonfüred (Hungría) \| Medalla de oro \| Soling \| \| 2009 \| Iseo (Italia) \| Medalla de bronce \| Soling \| \| 2010 \| La Trinité-sur-Mer (Francia) \| Medalla de oro \| Soling \| \| 2015 \| Berlín (Alemania) \| Medalla de plata \| Soling \| \| 2017 \| Riva del Garda (Italia) \| Medalla de oro \| Soling \| |                              |                   |        |
| Campeonato Mundial |                              |                   |        |
| Año | Lugar                        | Medalla           | Clase  |
| 2005 | Castiglione (Italia)         | Medalla de bronce | Soling |
| 2011 | Prien am Chiemsee (Alemania) | Medalla de plata  | Soling |
| 2013 | Balatonfüred (Hungría)       | Medalla de oro    | Soling |
| 2015 | Castiglione (Italia)         | Medalla de oro    | Soling |
| 2017 | Muiden (Países Bajos)        | Medalla de oro    | Soling |
| Campeonato Europeo |                              |                   |        |
| Año | Lugar                        | Medalla           | Clase  |
| 1996 | Balatón (Hungría)            | Medalla de bronce | Soling |
| 2002 | Castiglione (Italia)         | Medalla de bronce | Soling |
| 2003 | Torbole (Italia)             | Medalla de oro    | Soling |
| 2005 | Medemblik (Países Bajos)     | Medalla de plata  | Soling |
| 2008 | Balatonfüred (Hungría)       | Medalla de oro    | Soling |
| 2009 | Iseo (Italia)                | Medalla de bronce | Soling |
| 2010 | La Trinité-sur-Mer (Francia) | Medalla de oro    | Soling |
| 2015 | Berlín (Alemania)            | Medalla de plata  | Soling |
| 2017 | Riva del Garda (Italia)      | Medalla de oro    | Soling |